# Anthrenus pubifer
Anthrenus pubifer is een keversoort uit de familie spektorren (Dermestidae). De wetenschappelijke naam van de soort werd in 1899 gepubliceerd door Edmund Reitter.